# SPT0418-47
SPT0418-47 — молода надзвичайно далека галактика, відкрита в 2020 році, дивно схожа на Чумацький Шлях, і виглядає якою вона була, коли Всесвіту було всього 1,4 мільярда років. Вона дивно нехаотічна і суперечить теорії, що все галактики в ранньому Всесвіті були турбулентними і нестабільними. Розташована на відстані близько дванадцяти мільярдів світлових років від Чумацького Шляху, де розташована планета Земля.